# چارلی بنانته
چارلی بنانته (انگلیسی: Charlie Benante; ۲۷ نوامبر ۱۹۶۲) طبل‌زن، و ترانه‌پرداز اهل ایالات متحده آمریکا بود. وی از سال ۱۹۸۲ میلادی تاکنون مشغول فعالیت بوده است.